# Campionato Sammarinese (1992/1993)
W sezonie 1992/1993 rozegrano 8. edycję najwyższej klasy rozgrywkowej piłki nożnej w San Marino – Campionato Sammarinese. W sezonie brało udział 10 zespołów. Tytułu nie obroniła drużyna SS Montevito. Nowym mistrzem San Marino został zespół SP Tre Fiori.

## Tabela końcowa
|    | Klub         | M  | Z  | R  | P  | Br+ | Br- | Pkt | Uwagi            |
| 1  | SP Tre Fiori | 18 | 11 | 4  | 3  | 35  | 11  | 26  | Turniej finałowy |
| 2  | FC Domagnano | 18 | 9  | 6  | 3  | 23  | 13  | 24  | Turniej finałowy |
| 3  | SP Cailungo  | 18 | 8  | 6  | 4  | 27  | 21  | 22  | Turniej finałowy |
| 4  | AC Libertas  | 18 | 9  | 4  | 5  | 42  | 24  | 22  | Turniej finałowy |
| 5  | SC Faetano   | 18 | 8  | 4  | 6  | 22  | 17  | 20  |                  |
| 6  | SS Montevito | 18 | 6  | 7  | 5  | 25  | 26  | 19  |                  |
| 7  | SS Murata    | 18 | 3  | 10 | 5  | 13  | 24  | 16  |                  |
| 8  | SS Juvenes   | 18 | 5  | 3  | 10 | 22  | 26  | 13  |                  |
| 9  | SP Tre Penne | 18 | 3  | 4  | 11 | 27  | 41  | 10  | Spadek           |
| 10 | SS Virtus    | 18 | 2  | 4  | 12 | 16  | 49  | 8   | Spadek           |

## Turniej finałowy

### Pierwsza runda
- FC Domagnano 5-1 SP Cailungo
- SS Folgore/Falciano 6-6 (4-3) AC Libertas

### Druga runda
- AC Libertas 2-2 (3-2) SP Cailungo
- SS Folgore/Falciano 2-1 FC Domagnano

### Trzecia runda
- FC Domagnano 2-0 AC Libertas
- SP Tre Fiori 3-0 SS Folgore/Falciano

### Półfinał
- SS Folgore/Falciano 1-2 FC Domagnano

### Finał
- SP Tre Fiori 2-0 FC Domagnano